# 고은님
고은님( 1972년 7월 19일 ~ )은 대한민국의 극작가이다. 2001년 《번지점프를 하다》로 영화 각본가로 데뷔하였으며, 2003년 MBC 베스트극장 《꽃 - 다만 때늦은 사랑에 관하여》로 텔레비전 드라마 각본가로도 데뷔하였다.

## 학력
- 인하대학교 독어독문학과

## 집필 작품

### 영화
- 《번지점프를 하다》 (2001년 2월 3일)
- 《아 유 레디?》 (2002년 7월 12일)
- 《사자여 새벽을 노래하라》 (2003년)

### TV 드라마
- MBC 베스트극장 《꽃 - 다만 때늦은 사랑에 관하여》  (2003년 1월 3일)
- SBS 주말 특별기획 드라마 《첫사랑》 (2003년 8월 2일 ~ 2003년 9월 28일)
- MBC 베스트극장 《오시오 떡볶이》  (2004년 10월 15일)
- MBC 월화 드라마 《환생 - NEXT : 고려시대편》 (2005년 5월 16일 ~ 2005년 6월 28일)
- MBC 청소년 특집드라마 《나도 잘 모르지만》 (2008년 2월 24일)
- MBC 납량특집 드라마 《혼》 (2009년 8월 5일 ~ 2009년 9월 3일)
- MBC 수목 미니시리즈 《장난스런 키스》 (2010년 9월 1일 ~ 2010년 10월 21일)
- 채널A 주말연속극 《천상의 화원 곰배령》 (2012년 12월 3일 ~ 2012년 3일 11일)

## 도서
- 《내 안의 미친년 하나 불러내 비 맞으러 나갔다》 (2004년, 청어람)

## 수상 경력
- 2001년 제37회 백상예술대상 영화부문 - 시나리오상
- 2001년 제22회 청룡영화상 - 각본상
- 2001년 제38회 대종상 - 각본상